# Saint Saviour (Jersey)
Saint Saviour (Jèrriais: St Saûveux/St Sauveur) is van de twaalf gemeenten op Jersey (eiland) op de Kanaaleilanden. Het is de enige gemeente die praktisch ingesloten is door land, het heeft alleen via een smal stuk kust toegang tot de zee.
Het grenst aan vijf andere gemeenten.

## Bezienswaardigheden
Geen bekend.

## Buurtschappen
De gemeente is als volgt verdeeld in buurtschappen (Jersey: vingtaines):
- La Vingtaine de Maufant
- La Vingtaine de Sous la Hougue
- La Vingtaine des Pigneaux
- La Vingtaine de la Grande Longueville
- La Vingtaine de la Petite Longueville
- La Vingtaine de Sous l'Église

In het kader van de verkiezingen voor de Staten van Jersey is de gemeente in drie kiesdistricten opgedeeld:
- District No. 1 (Vingtaine de la Petite Longueville) kiest twee afgevaardigden
- District No. 2 (Vingtaine de Sous l'Église) kiest twee afgevaardigden
- District No. 3 (Vingtaines de Maufant, de Sous la Hougue, des Pigneaux en la Grande Longueville) kiezen één afgevaardigde

## Demographics
Saint Saviour is de tweede grootste gemeente van Jersey, met 12,491 inwoners in 2001. Het bevolkingsaantal slinkt echter.
| 12747                 | 12680 | 12491 | 13580 |
| Statistiek sinds 1991 |       |       |       |